# Literatura croata
La literatura croata és la literatura feta en croat a Croàcia i Bòsnia i Hercegovina, encara que alguns autors escriguin a la Unió Europea, Canadà o als EUA. Tot i que tradicionalment s'ha considerat el croat com una versió del serbocroat escrit en alfabet llatí, des de la independència de Croàcia el 1991 es va estenent la idea que el croat és una llengua independent.

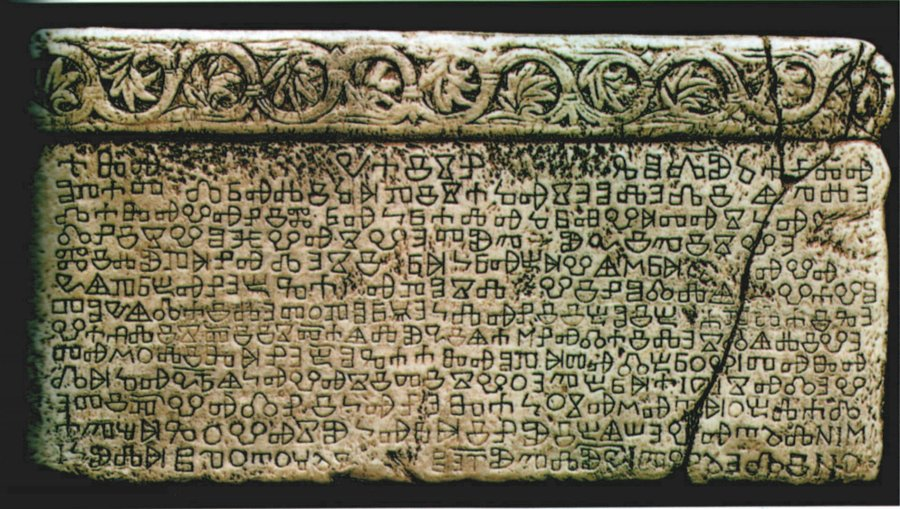
Pedra Baška

## Els orígens
La cultura medieval croata era trilingüe: en croat, llatí i eslavó antic. Els primers texts n'eren del segle xi, traduccions de l'eslavó antic escrits en alfabet glagolític (escrits litúrgics, hagiografies i apòcrifs), inspirats en la literatura medieval eslava i romana d'Orient, com el Missal de Kiev (s. XI), documents com la pedra Baška (1100) i la Llei Vinodol (1288). Cap al 1300 va aparèixer la primera mostra de literatura pròpiament croata, el Rumanac Trojski ('Roman de Troie'). Des del segle xv, però, els texts seran més originals: prosa didàctica i històrica, d'influència italiana, com les Cròniques de Dukljanin, però també oral. La primera literatura en čakavski donà com a mostres el Missal del príncep Novak (1368), el Missal de Hrvoje Vukčič Hrvatinič (s. XV), l’Evangeli de Reims i les Visio Tundali.

## Literatura dalmatoragusea
La literatura dalmatoragusea, d'origen romà i feta en čakavià, es va desenvolupar a les viles del litoral, eslavitzades, però de cultura italiana. Els llatinistes croats del Renaixement s'interessaren per la cultura del seu país i exaltaren sovint el seu sentiment d'origen eslau, com van fer Djordje Sišgorič de Sibenic (Georgius Sisgoreus, 1440-1509) i Priboevius de Hvar, l'historiador en llatí Hvarien-Hanibal Lučič (Annibale Lucio de Hvar, 1485-1553) autor del drama poètic Robinja ('Esclava'), o en italià, com Mauro Orbini (m. 1614) amb Storia dei popoli slavi.

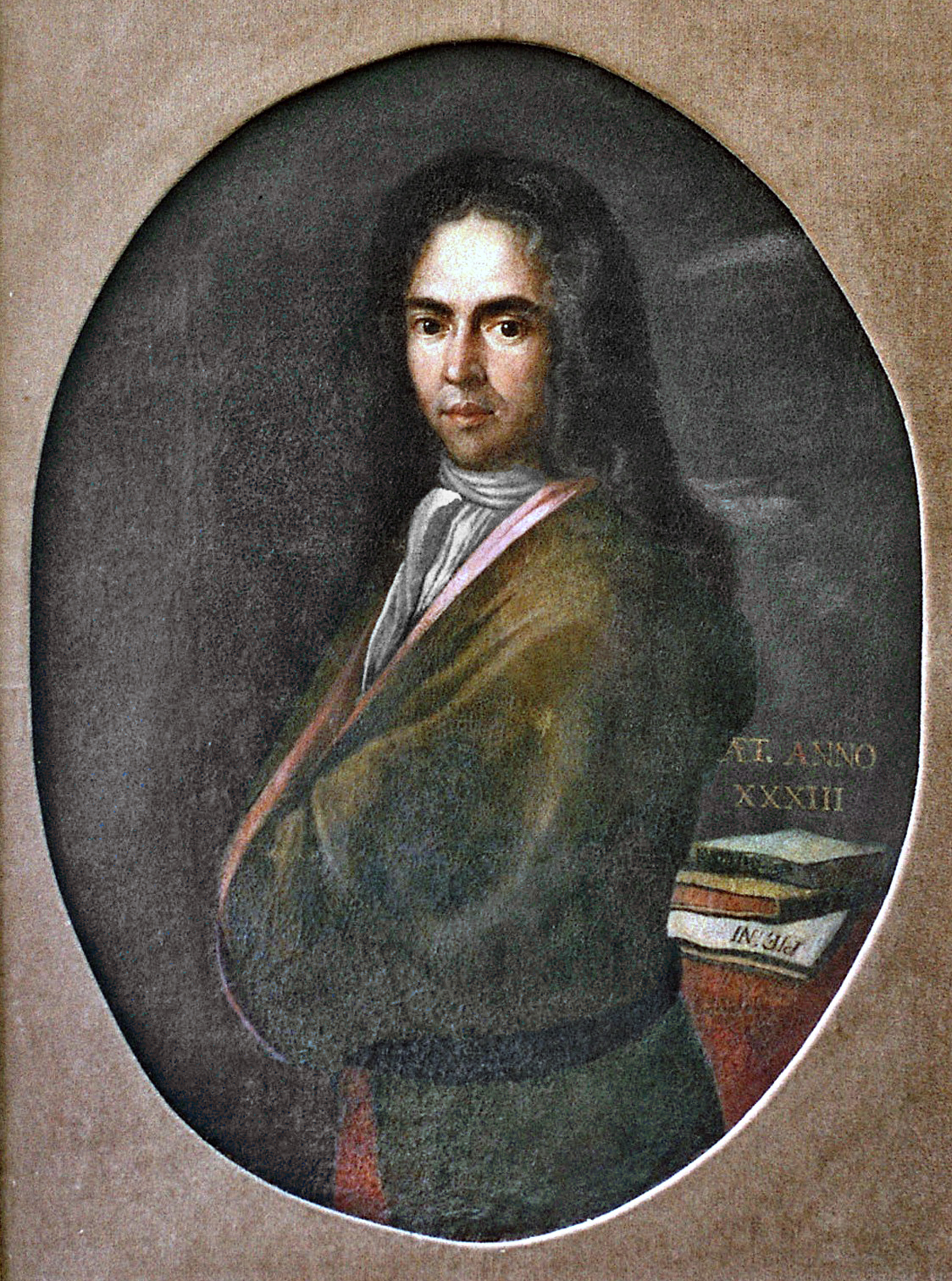
Ivan Gundulic

Per fer de contrapès entre el sentiment eslau amb l'atracció cultural italiana, els autors es basaren en la tradició medieval autòctona, influïda per Petrarca, amb centres a Zadar, Hvar i Dubrovnik. Els principals autors dubrovčan del període foren Vladislav Sisko Menčetič (1457-1527) i Džore Držič (Giorgio Darsa, 1461-1501), poetes trobadorescs de tradició amorosa; l'humanista Ludvik Crijevič (Luigi Cerva, 1460-1520); i el gran poeta Marin Držič (Marí Darsa, 1508-1567) de Ragusa, autor de comèdies de carnaval com Dundo Maroje ('Oncle Maroje', 1550), Skup ('L'avar', 1553), i Venera i Adon ('Venus i Adonis'). Altres aurtors menors foren Mikša Pelegrinovič (1500-1562) de Hvar amb el poema de carnaval Jejupka ('L'egípcia'); Brne Kernatutič (1520-1572) de Zadar, amb Vazegte Sigeta grada ('La presa de Siget', 1584) en honor del ban croat Zrinski; Juraj Barakovič (1548-1628) amb Vila Slovinka ('Fe eslava'); Andrej Čubranovič (1480-1530), Stjepo Gučetič, Niccolo Vetranič-Caučič, Petar Hektorevič de Hvar (Pietro Ettoreo, 1487-1572) amb Ribanje (1565) i Ribarsko Prigovaranje ('El pecat i el propòsit dels pecadors'); Marko Marulič de Split (1450-1524), amb la poesia patriòtica antiturca Judita (1501); Petar Zoranič (1508-1569) de Zadar, amb l'idil·li pastoral Planine ('Muntanyes'); Nikola Naljeskovič (mort el 1587) amb teatre carnavalesc; B. Cassio (1575-1650) i Mavro Vetranovič (1482-1576) de Ragusa, amb Remita ('Ermità') i Piligrin ('Pelegrí').
En altre temàtiques també destacarien Medo Pučič (1521-1582), el poeta amorós Dominko Zlatarič (1555-1609), el matemàtic Rudiger Bosgovič (1711-1787) i l'historiador Anselmo Banduri (1670-1743), autor del tractat Imperium orientali sive angiquitatis constantinopolitanae (1712).
Durant el segle xvii l'austeritat de la Contrareforma es va imposar al lirisme amorós. Tot i així aparegué la gran figura del moment, Dživo Gundulič (Giovanni Gondola, 1589-1638) amb els poemes Suze sina razmetnoga ("Llàgrimes del fill perdut"), Dubravka (1628), considerada com l'himne nacional de la República de Ragusa, Osman (1626) i Cleòpatra (1627). També foren importants els petrarquistes Dinko Ranjina (1536-1607) de Ragusa, i Dinko Zlatarič (1558-1609) traductor de l’Electra i Aminta de Sòfocles; Junije Palmotič (1606-1657) de Ragusa, amb drames històrics en poesia com Pavlimir, Atlanta, Captislava, Bisernica, Kristijade o Gomnaide; Dživo Bunič-Vucičevič (1592-1658), amb els idil·lis pastorals amb influència del marinisme italià: Plandovanja ('Plaers') i Mandaljena pokornica ('Magdalena penedida'); i el ban croat Petar Zrinski (1620-1671) amb Adrianskoja mora sirena ('La sirena de l'Adriàtica').
Els autors de la Contrareforma es formaren en els Col·legis Il·lírics de Bolonya, Loreto i Roma, gent com Pietro Canavelli (1637-1719), Girolamo Cavagnini (1640-1714) i Antun Kanižlić (1699-1777) d'Eslavònia. Allí es compongueren les gramàtiques Institutiones linguae illyricae (1654) a Roma i Thesaurus linguae illyricae (1654) a Loreto, així com un Dizionario italiano-latino-illirico (1728), compost a Venècia per Ardelio Dellabella.
El segle xviii va continuar el desenvolupament de la comèdia carnavalesca, tot i que sense autors de gran importància, ja que les acadèmies fundades a Ragusa, Zadar i Split decaigueren; encara sobrevisqueren alguns autors com el franciscà Andrija Kačič-Miosič (1704-1760) amb la crònica rimada Razgovor ugodni naroda slovinskoga ('Clamorós discurs sobre el poble eslau'); Anton Gledjevič (1659-1738) amb els poemes Danina, Olimpia i Hermione; Ignač Gjorgjič (1676-1737), autor d’Uzdasi mandaljenje pokornise ('Sospirs de Magdalena penedida', 1728), Salter slovinsti ('Psalteri eslau', 1729) i Marunko i Pavica (1730); el jesuïta Juraj Ferič (1739-1820) i el francès fill del cònsol gal a Ragusa, Bruère Desrivaux/Marko Bruerovič (1774-1823), autor de poemes i comèdies líriques. I pel que fa als cants èpics, cal destacar l'obra del franciscà Filip Grabovac (mort el 1749), que exalta el patriotisme.

## Literatura de la Croàcia continental (s. XV-XVII)
El país havia estat devastat pels turcs, i els primers autors importants en foren els protestants Stjepan Konzul (mort el 1587) i Antun Dalmatin (mort el 1579) d'Ístria, traductors del Nou Testament al croat. Foren imitats pels catòlics de Zagreb, com el p. Antun Vramec (mort el 1587), autor d'una crònica en kajkavià. Durant el segle xvii els nobles, amenaçats pel centralisme austríac, experimentaren el particularisme en adoptar la llengua popular. Així, Petar Zrinski (1621-1671) va adaptar al croat els poemes en hongarès del seu germà Nikola, i Fran Krsto Frankopan (1643-1671) va fer peces líriques d'influència italiana. També en destacaren el bosnià M. Divković (1563-1631) i el continental J. Habdelić (1609-1678).
Més tard, Juraj Križanić (1618-1683), missioner de la Contrareforma i entusiasta de la idea de la unitat i independència dels eslaus del sud, va compondre una Gramatično iskazanje ob ruskom jeziku, i marxà a Rússia per tal de convèncer el tsar de les seves idees, però aquest el va deportar a Sibèria, on va compondre el tractat de caràcter paneslavista Politicka. En una línia similar, Pavao Ritter-Vitezović (1652-1713), autor en llatí i en croat, va defensar els drets històrics del poble croat, i estén el sentiment nacional a tots els pobles il·lírics, que era com anomenava els eslaus del sud, i pretén unificar tots els dialectes en una llengua comuna.
Pel que fa al segle xviii a Zagreb, destacaria la didàctica en kajkavià mercè a les comèdies de Tito Brezovič (1757-1804) com Diogenes, ili sluga dven zgoblenech bratov (1804), mentre que a Eslavònia destaca la figura de Matija Antun Relkovič (1732-1798), autor en kajkavià de Satir ili divi csuvik (1762). Altres autors foren Antun Kanižlič (1700-1777), el sacerdot i folklorista Toma Miklovšič (1767-1833), Antun Mihanovič (1796-1862), que proposà substituir el llatí pel croat, i Jakov Lovrenčič (1787-1842), autor del drama Petrica Kerempuh.

## Elseglexix
A començaments del segle xix els croats no eren pas una unitat política (ja que eren dividits entre austríacs, hongaresos i turcs), ni lingüística (ja que empraven tres dialectes, čakavià, štokavià i kajkavià). Aleshores, el filòleg croat Ljudevit Gaj, influït pels filòlegs paneslavistes txecs, per tal de conjugar l'amenaça nacionalista hongaresa, va fundar les revistes Danica i Novine Hrvatske, des d'on proposa l'ús d'una llengua única, el štokavià, no sols per als croats sinó també per a tots els eslaus del sud, com ja havia fet a Sèrbia el filòleg Vuk Karadžić, però amb alfabet ciríl·lic, mentre que els croats empraran l'alfabet llatí. Amb aquesta finalitat també fundarà l'editorial Matica Ilirska. Janko Draskovič fundà d'un cercle literari a Zagreb i fou exiliat a París

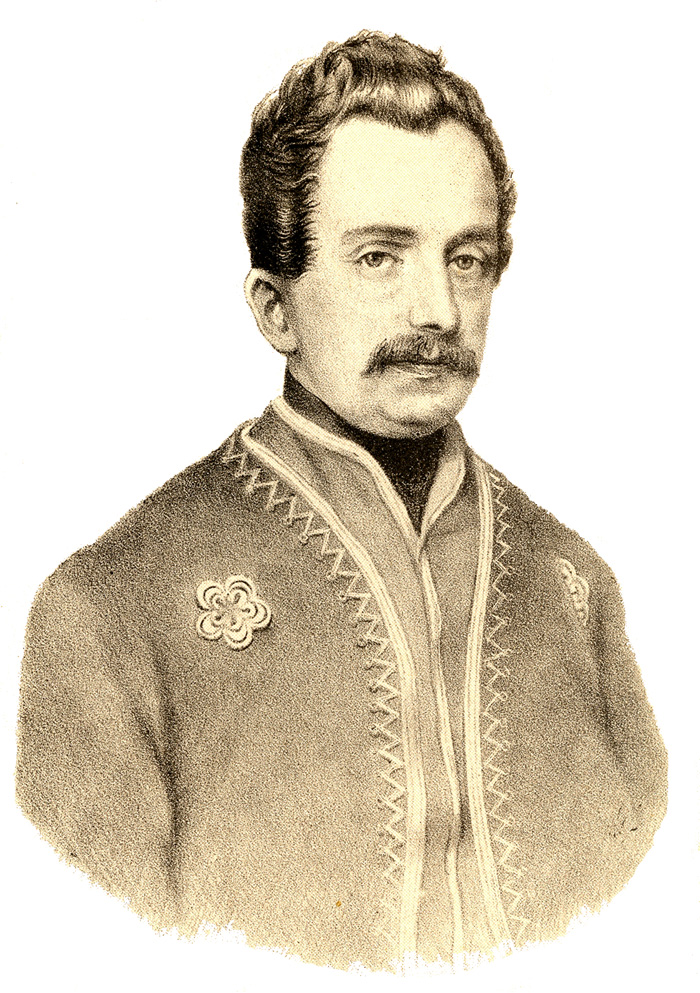
Ljudevit Gaj

D'aquesta manera apareixerà la primera generació d'autors literaris croats en štokavià, que també va captar l'eslovè Stanko Vraz (1810-1850), però que no va tenir prou deixebles a Eslovènia. Entre els principals exponents en tenim Ljudevit Gaj (1809-1872), que sentaria les bases de la unificació lingüística serbocroata amb Kratka osnorva hrvatsko-slavenskoga pravopisanja ('Epistolami d'escriptura legal croatoeslovena', 1830), el poeta i polític Ivan Mažuranič (1814-1890), autor de Smrt Smail-aga Cengijaca ('La mort d'Ismail Aga Cengic', 1846) i Petar Preradović (1818-1872). Aquesta tendència fou continuada pels nous autors, com Luka Botić (1830-1863), Gija Martič (1822-1905) i Mirko Bogovič (1816-1893), editor de la revista Neven ('Meravella'), primer autor croat empresonat per la seva activitat literària, i autor del poema Matija Gubeč, Kralj seljački ('Matija Gubec, rei dels pagesos', 1859).
La nova constitució del 1860 permetrà la literatura croata en unes condicions més favorables. El pare Josip Juraj Strossmajer i l'escriptor August Šenoa (1838-1881) fundaran la revista Vijenac, de caràcter literari, que el 1871 publicarà la primera novel·la croata Zlaterovo zlato ('L'or de l'orfebre') d'A. Šenoa, literatura de propaganda nacional, sentimental i romàntica.
Fou en aquells anys quan es va produir una reacció nacionalista croata fonamentada en els drets històrics del regne croat. L'ideòleg en fou Ante Starčevič, que publicaria treballs científics en una llengua diferent a la dels serbis. Amb ell sorgiria un grup d'autors realistes i naturalistes, com Evgen Kumičič (1850-1904), autor de Kneza Lepa ('La reina Lepa', 1902) i Urota Zrinjsko Frankopanska ('La conspiració de Zrinski i Frankopan'); Ksaver Sandor Gjalski (1854-1935) amb Janko Borislavić (1887), considerat el Faust croat; Vjenceslav Novak (1859-1905), influït per Zola i creador de la novel·la social croata, amb Pod Nehajem ('Sota el Nahaj', 1892), Posljednji stipančiči ('Els darrers stipancici', 1899) i Tito Dorčič (1905); Franjo Markovič (1845-1914), autor del poema èpic Kohan i Vlasta (1868); Ante Kovačič (1854-1889) amb U registraturi ('L'arxiver', 1888); Josip Kozarac (1858-1906), iniciador de la novel·la psicològica, amb Megju svijetlom i tminom ('Entre llums i tenebres', 1900) i Mrtui kapitali ('Capitals mortes', 1889); el novel·lista Janko Leskovar (1861-1949), l'eslavó August Harambašič (1861-1911) i el gran poeta Silvije Strahimir Kranjčevič (1865-1908) creador de la revista Nada ('Esperança') i autor de Trzaji ('Sobresalts', 1902).	Alguns autors menys coneguts foren el comediant Josip Evgen Tomič (1843-1906), amb Bosanski Zmag ('Drac de Bòsnia', 1879), el frare de Ragusa Matija Ban (1818-1903), el dàlmata de Split Luka Botič (1830-1863) i el narrador i poeta Milan Marjanovič (1879-1955).

## Modernisme croat

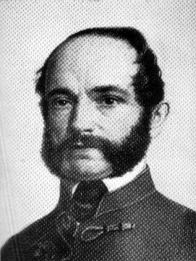
Ivan Mazuranic

Entre finals del segle xix i començaments del XX (1895-1918) és conegut com a període modernista, un nou corrent de reacció per l'absència d'interès pels problemes estètics (l'art per l'art), que serà impulsat pels crítics M. Dežman, Milutin Cihlar Nehajev (1880-1931) i Milan Marjanovič (1879-1955). Dominat per la figura d'Antun Gustav Matoš (1873-1914), desertor de l'exèrcit austrohongarès i exiliat a Belgrad i París, amb les narracions Naši ljudi i krajevi ('La nostra gent i la nostra terra', 1910) i Umorneprice ('Contes estancats', 1909); i amb altres intimistes com Vladimir Vicrič (1875-1909) de Ragusa, Dinko Simunovič (1873-1933); Janko Polič-Kamov (1886-1910); Ivo Vovjnovič (1857-1929) amb la Dubrovacka trilogija ('Trilogia de Dubrovnik', 1900), que aplega les narracions Lazarevo Vaskresenje ('La resurrecció de Llàtzer'), Stari Grijesi ('Els vells pecats') i Gospoda za suneskretom ('La senyora del gira-sol'); i Vladimir Nazor (1876-1949) amb els poemes Slavenske legende ('Llegendes eslaves', 1900), Hrvatski kraljevi ('Reis croats', 1904) i Partizanke ('Cants partisans', 1944); Dragutin Domjanič (1875-1933) amb poemes en kajkavià en què descriu la misèria dels pagesos; Ivana Brlić-Mažuranić (1874-1938), autora de contes per a nens, i considerada com l’Andersen croata; Fran Galovič (1887-1914); Milan Oogrizovič (1877-1923); Fran Mazuranič (1859-1928); els istrians Rikard Katalinič-Jeretov (1861-1934) i Viktor Car Emin; Ante Trešič-Pavičič (1867-1949), traductor de Giacomo Leopardi i Branko Vodnik (1879-1926), Ivan Kozarac (1885-1910), el catòlic Marin Sabič (1860-1922), Srdan Tučič, i Fran Hrčič, molt influït per Fiódor Dostoievski.
El modernisme va dominar la vida literària croata fins a començaments dels anys trenta. Tot i així, el 1917 es formà el grup de poetes nacionalistes Grič (nom del barri antic de Zagreb), amb el deixeble de Matoš, Ljubo Wiesner (1885-1951), i els seus companys Zvonko Milkovič, Vilko Gabarič (1889-1915), mort al front, Nikola Polič, Vladimir Cerina, Božo Lovrić, Tomislav Prpič, Gustav Krklec, el filòleg Julije Benešić, Branko Stanojevič (1900-1921) i Danko Andelinovič.

## Període d'entreguerres 1920-1940
Durant els anys 20 es desenvoluparen els corrents avantguardistes, principalment expressionistes, que trencaren amb la tradició anterior, entre els quals hi havia Antun-Branko Simič (1898-1925), amb els poemes socials Prcobraženja ('Transfiguracions', 1920), Djuro Sudeta (1903-1927), Nikola Šop (1904), Ulderiko Donadini (1894-1923), el crític Antun Barac (1894-1955), Augustin Ujevič (1891-1955), molt nacionalista, amb Lelek sebra ('El plany de l'eslau', 1920) i Ojadjeno zveno ('La campana adolorida', 1933); i Mihovil Kombol (1883-1955), traductor de Dant al croat. També destacà el poeta Ante Cetineo (1898) amb Za suncem ('Ànsia de sol', 1932), Zlatni ključ ('Clau d'or', 1933), Laste nad uvalom ('Orenetes sobre la vall', 1935) i les novel·les Grebeni se rone ('Les esculleres es trenquen', 1925) i Mestar Ivan (1933).
El període d'entreguerres fou força productiu, i es publicaren nombroses revistes literàries; entre les cristianes i dretanes les més importants eren Savremenik (Revista Contemporània), Hrvatska Prosvjeta (Tradició croata) i Hrvatska Revija, amb influència literària germànica i italiana; entre els esquerrans, destacaren les revistes Danas (Avui), Pečat (el Segell) i Zastita Civjeka, i entre els autors més destacats podem trobar el novel·lista Miroslav Krleza (1893-1981) amb la trilogia Glembajevi ('La família Glembaj', 1932), Povratak Filipa Latinovica ('El retorn de Felip Latinovic', 1960), Hrvatski bog Mars ('El croat déu Mart', 1922), Djetinjstvo u Agramu ('Infantesa a Zagreb', 1952) i Davni dani ('Dies de fa molt de temps', 1956); Agust Cesarec (1893-1941) afusellat pels ustaixa, amb la novel·la Slatan mladic ('El jove i l'or', 1928); Milan Begovič (1876-1948), influït per Henrik Ibsen, Luigi Pirandello i Maurice Maeterlinck, amb Knjiga Boccadoro ('El llibre Boccadoro', 1900); i el poeta Ivan-Goran Kovačič (1913-1943) amb el poema Jama ('Fossa comuna', 1943). Altres autors importants del període foren Mile Budak (1889-1945), ministre d'Educació de l'Estat Independent Croat, autor de Pod gorom ('Sota la muntanya', 1937), Direktor Križanič (1938) i Ognjiste ('La llar', 1938); Gustav Krlec (1899-1977) amb els poemes Ljubav ptica ('Amor dels ocells', 1926), Zubar zivota ('El murmuri de la vida', 1955), i Ernikos ('Merla', 1974); el dramaturg Josip Kosor (1879-1961) amb Optužba ('Acusació', 1905), Razsap ('Destrucció', 1906) i Bijeli plaminovi ('Flames blanques', 1920); Dobriša Cesarić (1902-1980), Dragutin Tadijanović (1905-2007) amb els poemes Sunce nad oranicima ('El sol sobre els camps', 1933) i Dani djetinjstva ('Dies d'infantesa', 1937); el bosnià Ilija Nanetak (1906), Djuro Vvikovič (1889-1958); Š. Košutič (1902), amb la novel·la Snašijo njiva ('Del nostre passat', 1935-1940), i Slavko Kolar (1891-1963), el millor humorista croat, amb Narodje streljiv ('El poble és pacient', 1947) i Svoga tela gospodar ('Amo del propi cos', 1957). De menor importància podem destacar Ante Bonifačič (1901), el poeta social Vjekoslav Majer (1900), amb la novel·la Osamljeni čovek u Tingletanglu ('Un home solitari al cabaret', 1965), Vlado Vlaisavljevič, Frano Alfirevič (1903), Ivo Kozarčanin (1911-1941), Suda Kosutič (1902), Dora Pfonova (1897), Antun Nizeteo (1913), Olinko Delorko (1910), Drago Ivanisevič (1909) i Vladko Batusič (1902). En dialecte čakavià van destacar autors com Mate Balota (1898-1963), Drago Gervais (1904-1957) i el poeta eslavó Grigor Vitez (1911-1966).

## Després del 1945

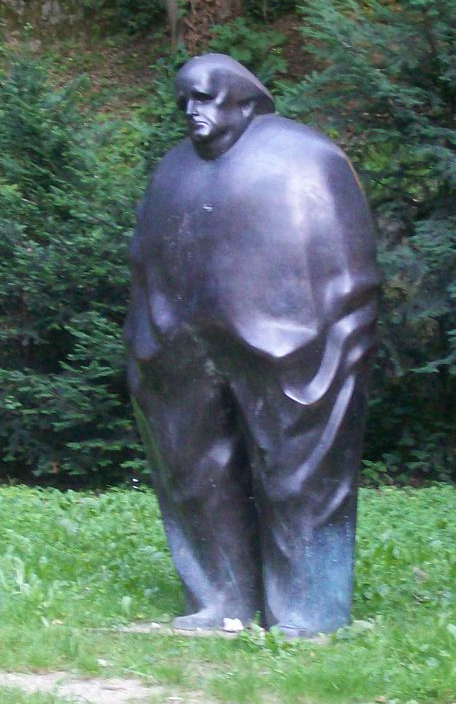
Miroslav Krleža

Després de la guerra es va imposar la literatura social i el realisme socialista, en què destacaren, endemés d'alguns dels autors ja esmenats, d'altres de nous com Petar Šegedin (1909) amb les novel·les Djeca Božja ('Nens de déu', 1946), Osalmjenici ('Gent solitària', 1947), Na istom putu ('Pel mateix camí', 1963) i Orfej u maloj bašti ('Orfeu en un jardí petit', 1964); Vjekoslav Kaleb (1905) amb Na kamenju ('Sobre la pedra', 1940), Smrtni zvuci ('Sons mortals', 1957) i Divota prašine ('Miracle de pols', 1956); Ranko Marinkovič (1913), autor satíric i dramàtic amb Ruke ('Mans', 1953), Poničenje Sokrata ('Humiliació de Sòcrates', 1959) i Oko božje ('L'ull de déu', 1960); Novak Simič (1906) de Bòsnia, amb la novel·la Brača i kumiri ('Germans i ídols', 1955); Ivan Dončevič (1909) amb les novel·les Bezimeni ('Anònims', 1945) i Mirotvotci ('Pacifistes', 1956); així com els poetes Marin Franičevič, Sime Vicetič (1909) amb els poemes Ljubav i čovjek ('L'amor i l'home', 1955); Vesna Parun (1922), amb els poemes Zore i vihori ('Alba i vents', 1947), Crna maslina ('Olivera negra', 1955), Koralj vracen moru ('Corall retornat del mar', 1959), i Bila sam dječak ('Jo era un noi', 1963); i el poeta Jure Kaštelan (1919) amb Pijetao na krovu ('Un gall al terrat', 1950), i Malo kamena i puno snova ('Poques pedres i molts somnis', 1957).
Altres també de destacats foren Drago Ivanisevič (1907) amb els poemes Zelmja pod nogama ('La terra sota el peu', 1940) i Košarica stihova ('Un cistell de versos', 1951); Slavko Batušič (1902) amb el drama Komorni trio ('Trio de cambra', 1938) i les narracions Kroz zapodni zemlje i gradove ('Travessant les terres i ciutats occidentals', 1932), Od Kandije do Hammerfesta ('De Candia a Hammerfest', 1937), i Pejzazi i vedute ('Vistes i paisatges', 1959), i Vladan Desnica (1905-1967) amb Zimsko ljetovanje ('El llogaret d'hivern', 1950) i Fratarsa zelenom bradom ('El frare amb barba vermella', 1959).
Durant els anys 50 es va notar més l'entrada de la influència literària occidental (sobretot García Lorca i T. S. Elliot), mercè a les revistes KRUGOVI (Cercles, 1952-1958) i KNJIŽEVNIK (El llibreter, 1959-1961). En la primera publicaren Ivan Slamnig (1930), Ivan Kušan (1933), Antun Šoljan (1932), Slobodan Novak (1924) amb els poemes Glasnice u oluji ('Missatges en la tempesta', 1950), les narracions Mirisi, zlato i tamjan ('Perfum, or i encens', 1968) i Turdigrad ('Ciutat dura', 1961) i el teatre Trofej ('Trofeu', 1960) i Strašno je znati ('És terrible saber', 1962), i Ivan Raos (1921), i facilitaren el camí a poetes com el romàntic Slavko Mihalič (1928), autor de Ljubav za stvarnu zemlju ('Amor a la veritable terra', 1964) i Prognana balada ('Balada proscrita', 1965), l'existencialista Milivoj Šlavicek (1929) i Vlado Gotovac (1930) i Tono Marčevič (1941) autor de la traducció Bikova koza (La pell de brau) d'Espriu el 1987, així com Nikola Miličevič (1922), de to pessimista i apolític, Vladko Pavlette (1930), Stanislav Simič (1904-1960), Miroslav Šicel (1926) i Branimir Donat (1934).
En la dècada dels seixanta, amb institucions més descentralitzades, aparegueren noves revistes com Forum (1962), Kolo (1963-1971), Kritika (1968-1971) i Umjetnost riječi (L'art del Món, des del 1957). Apareixerien autors com Zvonimir Majdak, Alojz Majetić i Branislav Glumac. Però la publicació més destacada fou Razlog (Raó) amb un lirisme metafòric dels autors Danijel Dragojevič, Dubravko Horvatič, Luka Paljetak i Vesna Krmpotič (1932) amb els poemes Pisejak koje govori ('Sorra que parla', 1958), Jama bica ('Terreny d'essència', 1965) i Krasna nesuglasja ('Boniques desharmonies', 1970). Pel que fa als dramaturgs, el més destacat fou Mirko Bozič (1919), amb Most ('El pont', 1947), Devet gomolja ('Nou patates', 1948), Skretnica ('Punt de tornada', 1951) i Ljuljačka v tužnoj vrbi ('Voleia el colom', 1957). També apareixeria a Zagreb el 1964 la revista Praxis, de caràcter humanista i antiestalinista i que donà nom a un grup d'escriptors joves com V. Vranički, R. Supek, M. Kangrga, Gajo Petrovič (1927) i V. Korak, amb la intenció d'agrupar els dissidents que no volien destruir el sistema.
A partir dels anys setanta destacaren altres autors com Drago Kekanovič, Pero Budak (1919), Ivan Aralica (1930), Marijan Matjovič (1915-1985), en estil realista socialista amb Slučaj maturanta Wagnera ('El cas del graduat Wagner', 1953), Igra oko smrti ('Ball al voltant de la mort', 1955), Vašar snova ('Mercat dels somnis', 1959) i I bogovi pate ('Els déus també pateixen', 1965), i els borgesians Goran Babič, Pavao Pavličić (1946), Stjepan Cuič (1945), Goran Tribuson (1948), Vlatko Pavletić (1930), Ivo Frangeš (1920) i Zvonimir Majdak (1938).
Pel que fa als autors exiliats, el 1951 amb capital ustaixa es va fundar a Buenos Aires la Hrvatsk Revija, per tal d'agrupar els autors de la diàspora, com Vinko Nikolič (1912), Boris Maduna (1940), Lucijan Kordič (1914), Srečko Karaman (1904-1964), Ante Nizeteo (1913), Mirko Vidovič (1940) i Viktor Vida, que se suïcidà, i Vinko Grubisič (1948). Des del 1968 establiran la seva seu editorial a Barcelona.